# Амадей (пьеса)
Амадей (англ. Amadeus) — пьеса британского драматурга Питера Шеффера, мировая премьера которой состоялась в 1979 году на сцене Королевского национального театра Великобритании.

## История постановок
Источником вдохновения Шеффера при написании «Амадея» стала «маленькая трагедия» А.С.Пушкина «Моцарт и Сальери», а также одноименная опера Н. А. Римского-Корсакова. Перед началом работы Шеффер прочитал много литературы о Моцарте, в том числе его письма, которые он характеризовал как «написанные будто восьмилетним ребёнком». По этой причине образ великого композитора вышел из-под его пера таким непосредственным, развязным, несерьёзным. Пьесу Шеффера часто обвиняли в художественной неаккуратности: согласно свидетельствам современников, едва ли неприязнь между Моцартом и Сальери доходила до тех высот, которые описывает автор.
Одним из главных героев пьесы является музыка Моцарта. В течение действия можно услышать отрывки из самых известных опер композитора: «Похищение из сераля», «Женитьба Фигаро», «Дон Жуан», «Волшебная флейта».

### Лондон
Лондонскую постановку должен был ставить режиссёр Джон Декстер, который работал с Шеффером, с большим успехом ставя его произведения. Однако Декстер поставил условие, согласно которому он должен был получать отчисления со всех постановок «Амадея» в будущем, даже если он не будет их ставить сам. Шеффер не согласился, и между давними партнерами произошел разрыв. В результате постановкой занялся художественный руководитель Национального Питер Холл. На роль бунтаря Моцарта был приглашен начинающий актер Саймон Кэллоу, роль Сальери по предложению Шеффера взял на себя Пол Скофилд.
Премьера состоялась 2 ноября 1979 года на сцене театра Оливье. После закрытия в июне 1981 года в стенах Национального спектакль переместился в Вест-Энд, где роль Сальери сыграл Фрэнк Финлей. 
Спектакль был восстановлен в 2016 году режиссером Майклом Лонгхерстом с Луцианом Мсамати (Сальери) и Адамом Гилленом (Моцарт). В этой постановке прозвучала не только классическая музыка Моцарта, но и ее современная обработка, а также дополнительные музыкальные вставки. Спектакль закрылся в феврале 2017 года, но вновь вернулся в репертуар Национального театра в 2018 году.
В 2014 году пьеса также была поставлена Чичестерским фестивальным театром, где роль Сальери исполнил Руперт Эверетт, Моцарта — Джошуа Макгвайр, Констанции — Джесси Бакли. 

### Бродвей

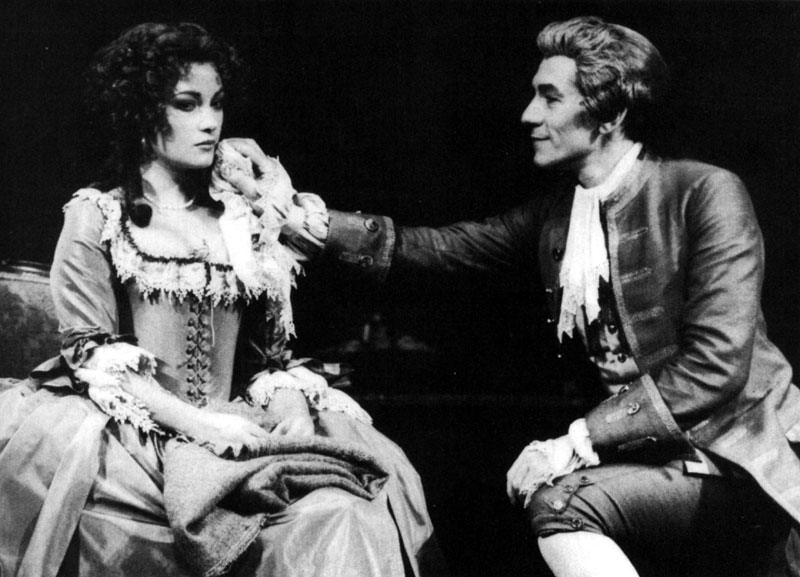
Иэн Маккеллен и Джейн Сеймур в бродвейской постановке

Питер Холл перенес свой спектакль на Бродвей в 1980 году, где 11 декабря в Бродхерст-театре Иэн Маккеллен впервые исполнил роль Сальери, Тим Карри — Моцарта, а Джейн Сеймур — Констанции Вебер. Постановка снискала даже больший успех, чем оригинальная версия, и получила 5 премий Тони, в том числе за лучшую новую пьесу. До закрытия спектакля 16 октября 1983 года роль придворного капельмейстера на себя успел примерить Фрэнк Ланджелла, а в образе Моцарта появились в том числе Питер Ферт и Марк Хэмилл. Констанцию играла Эми Ирвинг.
В 1999 году «Амадей» снова открылся на Бродвее в театре Music Box. Постановка была номинирована на Тони в номинации  «Лучший возрождённый спектакль». Сальери — Дэвид Суше, Моцарт — Майкл Шин, Констанция — Синди Катц, император Иосиф II — Дэвид Маккаллум.

### В России
Первую постановку «Амадея» на советской сцене осуществил в ленинградском БДТ Георгий Товстоногов в 1982 году. Официальная премьера спектакля состоялась 11 января 1983 года. Роль Сальери исполнил Владислав Стржельчик, роль Моцарта изначально исполнял Юрий Демич, после — Юрий Стоянов.
Московская премьера состоялась 20 декабря 1983 года во МХАТе им.А.П.Чехова. Спектакль поставил известный режиссёр Марк Розовский. С момента премьеры роль Сальери исполнял Олег Табаков. Первым Моцартом был Владимир Пинчевский. После в роли великого композитора появлялись Роман Козак, Михаил Ефремов, Сергей Безруков.
В 2017 году "Амадей" был поставлен на сцене Омского государственного академического театра драмы. Режиссер - Анджей Бубень, в роли Сальери - Народный артист России Михаил Окунев, Моцарт - Игорь Костин.
В 2023 году в Театре им. Е.Б.Вахтангова "Амадея" поставил Анатолий Шульев без указания на авторство Шеффера в афише с Виктором Добронравовым в роли Моцарта и Алексеем Гуськовым в роли Сальери.

## Действующие лица
- Моцарт (Амадей) — австрийский композитор, вундеркинд, теперь взбалмошный, энергичный и всё такой же гениальный
- Сальери — придворный композитор и капельмейстер
- Констанция Моцарт (Вебер) — супруга Моцарта
- Иосиф II — император Священной римской империи
- Катарина Кавальери — оперная певица, ученица и любовница Сальери
- Граф Орсини-Розенберг
- Джузеппе Бонно — композитор

### Сюжет
Сюжет пьесы строится вокруг Антонио Сальери — известного венского композитора. Он успешен, счастлив в браке, благочестив, но однажды в Вену приезжает молодой хулиган Вольфганг Амадей Моцарт. Сальери, когда-то давший богу обет, понимает, что никогда он не сможет писать такую гениальную музыку, какую бы праведную жизнь он ни вёл. И несмотря на то, что он не может не восхищаться творениями Моцарта, придворный композитор пытается всеми возможными способами унизить Амадея и растоптать его. Тем не менее даже больной и покинутый всеми, Моцарт пишет гениальную музыку, и Сальери понимает, что проиграл. Ему остаётся последний шанс на славу после смерти — заставить поверить всех, что это он убил Амадея.

## Экранизация
В 1984 году режиссер Милош Форман снял фильм по пьесе Шеффера. Роль Сальери сыграл Ф. Мюррей Абрахам, Моцарта — Том Халс, Констанции — Элизабет Берридж. Оригинальный исполнитель роли Амадея Саймон Кэллоу сыграл в фильме роль импресарио Эмануила Шиканедера. Фильм завоевал множество наград, в том числе «Оскар» за лучший фильм и лучший сценарий.